# Nilomètre
Un nilomètre est en principe tout moyen de mesurer les variations des hauteurs de l'eau dans le Nil, et seul un support doté d'une échelle graduée mérite le nom de nilomètre ; il ne conviendrait donc pas de considérer comme nilomètre les escaliers d'un puits creusé à proximité du Nil servant dans l'Antiquité à mesurer le niveau du fleuve grâce à des repères gravés sur ses parois[réf. souhaitée] ; cependant, l'acceptation d'une telle définition est devenue courante.
Le terme est encore utilisé de nos jours pour désigner un appareil de mesure de niveau d'eau, mais on lui préfère généralement le terme de limnimètre.

## Fonctionnement
Les échelles nilométriques mesuraient la hauteur atteinte par les eaux à partir d'un point zéro, dont on ne sait pas bien comment il était déterminé par les Égyptiens, mais dont on pense qu'il devait être fixé localement sur une hauteur moyenne de la nappe phréatique dans des temps très anciens.
La mesure utilisée pour chiffrer la hauteur de l'eau est la coudée royale de 52,4 cm, dite « nilométrique » dans l'administration des eaux ou encore « divine », adjectif qui a qualifié jusqu'à la conquête arabe, tout ce qui émanait de l'autorité royale. Cette coudée était divisée en sept paumes et resta en vigueur jusqu'à ce que le système métrique soit adopté en Égypte.

## Utilisation
Ces mesures permettaient de prévoir approximativement la date du début de l'inondation annuelle (début de l'année égyptienne), ainsi que son importance. Elles déterminaient ainsi les crues et les décrues du Nil. Les nilomètres étaient généralement rattachés à des temples, car les dieux régnaient en maîtres sur ces crue et décrues, dispensatrice de la richesse agricole du pays. Le clergé y puisait probablement l'eau sacrée nécessaire aux besoins liturgiques.
Du niveau de crue dépendait le taux des impôts. Meilleure était la crue (ni trop forte, ni trop faible), et plus les impôts étaient élevés en prévision des bonnes récoltes qui devraient en suivre.
On peut encore voir — et parfois visiter — des nilomètres dans les temples d'Edfou, Kôm Ombo, Philæ, les deux sur l'île Éléphantine, ainsi que celui de l'île de Rodah, au Caire.
Sur le « quai » du temple de Karnak, à Thèbes, une terrasse a été construite à l'époque de Ramsès II pour relever la hauteur du Nil et l'enregistrer dans les Textes du niveau du Nil

## Galerie

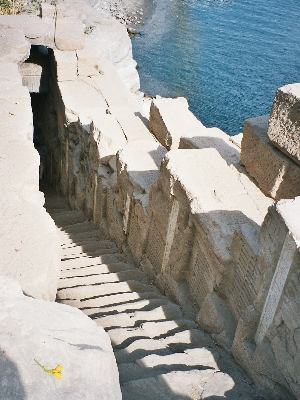
Nilomètre d'Éléphantine
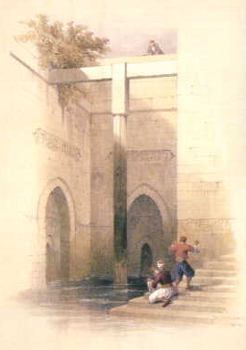
Nilomètre de l'île de Rodah, lithographie de David Roberts.
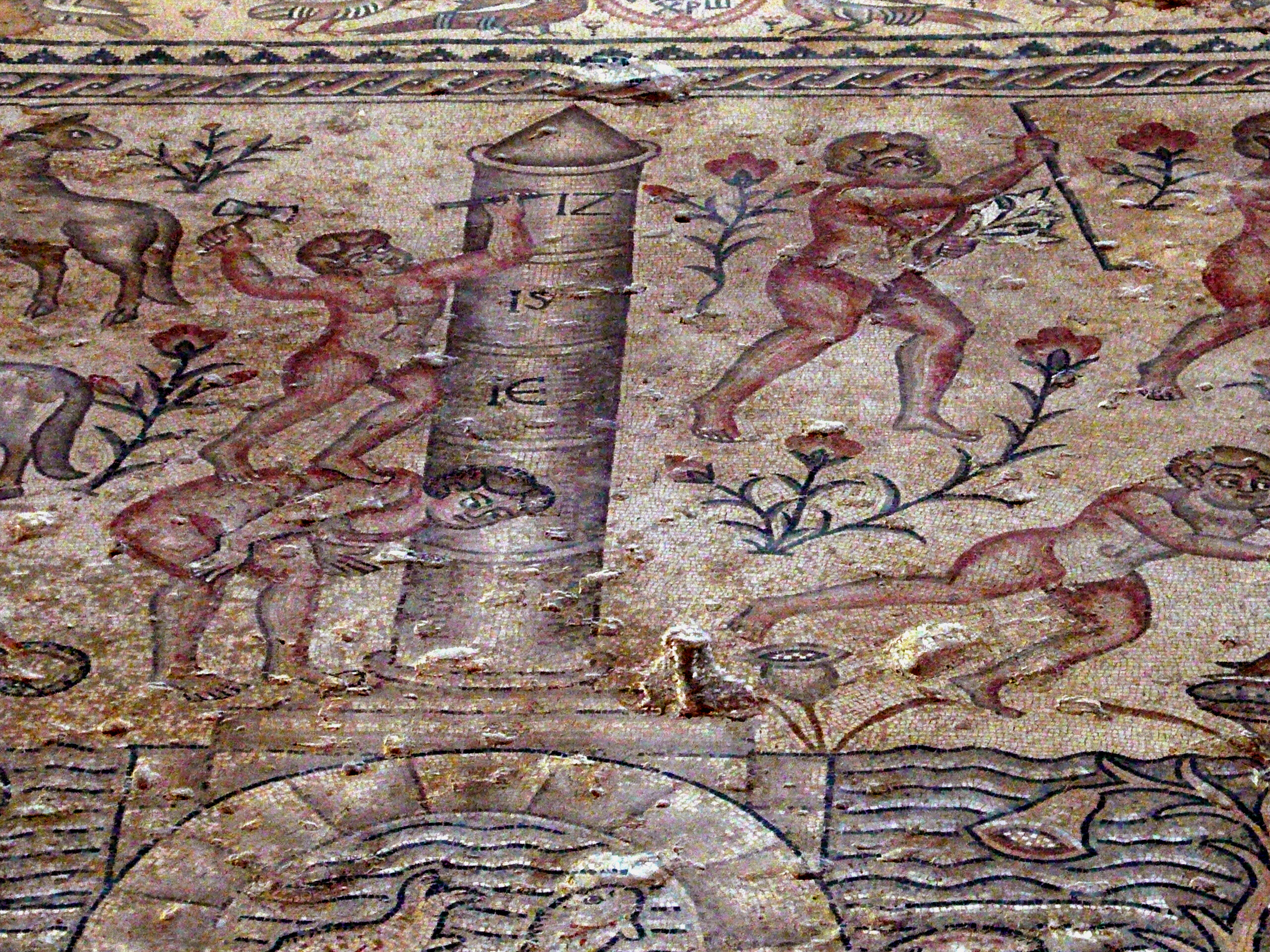
Sur la mosaïque de Sepphoris représentant un nilomètre, le nombre idéal de 17 (IZ) coudées mesurait la meilleure crue.